# Jaboticaba

Localización de Jaboticaba en Rio Grande do Sul.

Jaboticaba es un municipio brasileño del estado de Río Grande del Sur.
Se encuentra ubicado a una latitud de 27º37'51" Sur y una longitud de 53º16'38" Oeste, estando a una altitud de 561 metros sobre el nivel del mar. Su población estimada para el año 2004 era de 4.265 habitantes.
Ocupa una superficie de 128,87 km².
- Datos: Q1758334
- Multimedia: Jaboticaba / Q1758334